# Neresnica
Neresnica (en serbe cyrillique : Нересница) est une localité de Serbie située dans la municipalité de Kučevo, district de Braničevo. Au recensement de 2011, elle comptait 1 946 habitants.
Neresnica est officiellement classée parmi les villages de Serbie.

## Démographie

### Évolution historique de la population
| 1948  | 1953  | 1961  | 1971  | 1981  | 1991  | 2002  | 2011  |
| ----- | ----- | ----- | ----- | ----- | ----- | ----- | ----- |
| 3 456 | 3 584 | 3 729 | 3 730 | 3 469 | 3 128 | 2 365 | 1 946 |

|  |

## Personnalité
Le poète et académicien Stevan Raičković (1928-2007) est né dans le village.